# الرحايا حجر القلوب (مسلسل)
الرحايا حجر القلوب مسلسل تلفزيوني صعيدي مصري يتألف من 32 حلقة وهو من بطولة الفنان نور الشريف وإخراج حسني صالح وتأليف عبد الرحيم كمال.
تدور احداث المسلسل حول رجل صعيدي بنى نفسه بنفسه وكون مال ووسلطة يدعى محمد أبو دياب (نور الشريف) محبوب من أغلب أهل بلدته الذين يعيشون تحت إمرته لكنه محسود من بعضهم، يتعرض للغدر من أقرب الناس إليه، والمسلسل حصد نجاحا كبيرا لدى المشاهدين العرب وخصوصاً أبناء صعيد مصر، بما انه اقرب للواقعية ويمثل دراما إنسانية قريبة جدا لكثير من المناطق العربية.
شارك في البطولة والتمثيل الفنانون:

## نبذة
و”الرحايا” (في العربية الفصحى: رحى)هي الآلة التي يتم بواسطتها طحن الحبوب ولا تزال مستخدمه في بعض المناطق في مصر، ويلعب نور الشريف فيه دور محمد أبو دياب كبير عائلة صعيدية من سوهاج كان عضواً سابقاً بمجلس الشعب وهو يمتلك القرية التي يعيش فيها ويديرها بحكمة سديدة وكل من الفنانات فريدة سيف النصر ونادية فهمي ومديحة حمدى يؤدون أدوار زوجات سابقات لمحمد أبو دياب طلقهن جميعاً ويلعب الفنانون بهاء ثروت وأحمد الشافعي وأشرف مصيلحي ومحمود الجابري أدوار ابنائه من زوجاته المطلقات.
ويشترك في المسلسل “أشرف عبد الغفور” في دور شقيق أبو دياب والمتزوج من سوسن بدر.؛ محمد صلاح آدم

## رأي النقاد
كان هناك رأيين لدى بعض النقاد السينمائيين وغيرهم، الرأي الأول كان على اعتراضهم على المسلسل لانه يشجع الرجل على الزواج من عدد نساء ويدعم تسلط الرجل على المرأة.
الرأي الآخر قال ان المسلسل اعطى صورة حقيقية وواقعية لما يدور في بعض المجتمعات العربية والشرقية ويعتبر دراما درجة أولى.